# مرغ آیام سمانی
آیام سمانی (به انگلیسی: Ayam semani) مرغ معروف کشور اندونزی است. تمام اعضای بدن و جوارح داخلی و خارجی آیام از جمله: گوشت، پوست، نوک، منقار، چشم و حتی استخوان آنها به رنگ سیاه بوده و تنها خون آنها به رنگ قرمز می‌باشد. گوشت آیام دارای خواص آنتی‌اکسیدان بوده و بعنوان گوشت جادویی و دارویی از آن یاد می‌شود.

## جستار وابسته
- مرغ گلپایگانی
- مرغ آمریکانا
- خروس لاری
- مرغ خزک